# Rob Kurz

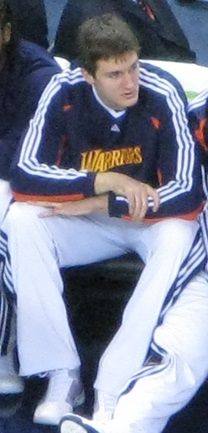
Rob Kurz

Robert Karl Kurz, meist nur Rob Kurz genannt (* 5. März 1985 in Philadelphia) ist ein ehemaliger US-amerikanischer Basketball-Forward, der zuletzt als Spieler des Clubs Baloncesto Fuenlabrada in der höchsten spanischen Liga ACB tätig war. Zurzeit ist er als Betreiber eines Fitnessstudios in den USA tätig.

## Basketball-Laufbahn
Der 2,06 m große Kurz spielte außer in Spanien in den USA auch in der NBA und der NBA Development League (NBDL) sowie in Deutschland in der Basketball-Bundesliga.
Seine US-Karriere im Spitzenbasketball begann 2009 bei den Cleveland Cavaliers und führte ihn über die Fort Wayne Mad Ants in der NBDL zu den Chicago Bulls, wo er allerdings nicht zum Einsatz kam. 2010 wechselte er deshalb auf die Iberische Halbinsel zu Club Baloncesto Granada in die ACB. Wegen Gehaltsstreitigkeiten wechselte er im Februar 2011 zu den Artland Dragons ins niedersächsische Quakenbrück. Die wiederum verließ er im Juli zurück nach Spanien nach Murcia zum Erstligaverein CB Murcia. Im Jahr 2012 wechselte er nach Frankreich zu SLUC Nancy Basket. Zur Saison 2012/13 wechselte Kurz nach Spanien zu Baloncesto Fuenlabrada, ehe er seine Karriere als professioneller Basketballspieler nach dieser Saison beendete.